# Barbus parajae
Barbus parajae és una espècie de peix cipriniforme de la família dels ciprínids.

## Morfologia
Els mascles poden assolir els 4,2 cm de longitud total.

## Distribució geogràfica
Es troba a la conca del curs superior del riu Sanaga (Àfrica).